# کاوه مدیری
کاوه مدیری الگو:زاده در ایران، کارگردان فیلم، فیلم‌نامه‌نویس، تهیه‌کننده، تدوین‌گر و هنرپیشه سینما ساکن آمستردام در هلند است.

## زندگی
کاوه مدیری در سال ۱۹۸۲ در ایران زاده شد و در سن پنج سالگی به همراه خانواده به هلند مهاجرت کرد.
کاوه مدیری از طرف مادری، خواهری به نام "میترا" داشته که در سال‌های نخست پس از انقلاب ۱۳۵۷ اعدام می‌شود.

## فیلم سازی
او فیلم سازی را با ساخت فیلم کوتاه "دزد من و من" در سال ۲۰۱۰ آغاز کرد. این فیلم داستان واقعی فیلم‌نامه‌نویسی است که برای مدتی بیش از یک سال، دزد خانه خود را تعقیب می‌کند و با فیلم‌برداری از او، فیلم جدیدی می‌سازد. در سال ۲۰۱۱ این فیلم در جشنواره بین‌المللی فیلم روتردام به عنوان فیلم برتر شناخته شده و از سوی انستیتوی هنرهای رسانه‌ای هلند، جایزه رنه کوئلیو را دریافت کرد.
در سال ۲۰۱۴ او فیلم کوتاه دیگری به نام "رنو ۵" را ساخت.
مهمترین فیلم او بودکین راس ساخته شده در سال ۲۰۱۶ است.

## فیلم شناسی
- دزد من و من (۲۰۱۰)
- رنو ۵ (۲۰۱۴)
- بودکین راس (۲۰۱۶)
- میترا (۲۰۲۱)

## نویسندگی
- آقای صادق و دیگران، رمان (۲۰۱۲)[۱]
- میترا (۲۰۲۰)